# Heart and Soul (film 1917)
Heart and Soul è un film muto del 1917 diretto da J. Gordon Edwards. Considerato una pellicola perduta, il film aveva come interpreti Theda Bara, Edwin Holt, Claire Whitney, Walter Law, Harry Hilliard.
Girato con il titolo di lavorazione di Jess (come il romanzo del 1887 di H. Rider Haggard da cui è tratta la storia) - il film fu prodotto dalla Fox Film Corporation, che lo distribuì nelle sale il 21 maggio 1917. Il romanzo di Haggard era già stato portato sullo schermo nel 1912 dalla Thanhouser con il film Jess, che diretto da George Nichols aveva come interpreti Marguerite Snow, Florence La Badie e James Cruze. Nel 1914, nelle sale era poi uscito un nuovo Jess con Constance Crawley e Arthur Maude.

## Trama
Dalla morte della loro madre, Jess si è presa cura di Bess, la sorella più giovane. Le due sorelle sono andate a vivere a Porto Rico, nella piantagione di uno zio. Conoscono John Nell, che si innamora di Jess ma, quando questa si accorge che Bess ama il giovane, si sacrifica per il bene della sorella più piccola.
Drummond, un piantatore corrotto, sobilla una rivoluzione contro gli Stati Uniti. Nei disordini che ne seguono, tutti gli abitanti della piantagione dello zio vengono catturati e imprigionati. Jess fugge e riesce a raggiungere la guarnigione statunitense a cui chiede aiuto, Durante la battaglia contro i ribelli, Jess viene mortalmente ferita. Le sue ultime parole sono per John e per la sorella.

## Produzione
Il film venne girato nel New Jersey, prodotto dalla Fox Film Corporation.

## Distribuzione
Il copyright del film, richiesto da William Fox, fu registrato il 20 maggio 1917 con il numero LP10790. La sceneggiatura che accompagnava la richiesta di copyright portava il titolo The Greater Love.

Distribuito dalla Fox Film Corporation, il film uscì nelle sale il 21 maggio 1917.
Non si conoscono copie ancora esistenti della pellicola che, come la gran parte dei film interpretati da Theda Bara - viene considerata presumibilmente perduta.